# Anisomysis megalops
Anisomysis megalops är en kräftdjursart som först beskrevs av Illig 1913.  Anisomysis megalops ingår i släktet Anisomysis och familjen Mysidae. Inga underarter finns listade i Catalogue of Life.